# Jacobo Dicenta
Jacobo Dicenta i Pérez (Madrid, 1972) és un actor espanyol.

## Trajectòria
Fill del també actor Manuel Dicenta i germanastre de Daniel Dicenta, la seva carrera s'ha desenvolupat especialment en teatre i televisió i en molta menor mesura en cinema.
Del seu pas pels escenaris poden destacar-se el musical Forever Young (2011), ¡Ay, Carmela! (2013), amb Elisa Matilla, el seu paper de Don Pablos en l'adaptació a teatre d' El Buscón (2014) de Francisco Quevedo, i El lenguaje de tus ojos o El príncipe travestido (2014), al costat de Cristina Castaño.
En cinema destaca la seva intervenció en la pel·lícula Camarón (2005), de Jaime Chávarri.
Va estar casat des de 2002 fins 2012 amb la també actriu Mónica Aragón.

## Trajectòria en televisió

### Sèries de Televisió
| Any/s           | Sèrie                    | Personatge              | Cadena    | Episodis     |
| --------------- | ------------------------ | ----------------------- | --------- | ------------ |
| 2017-2018; 2019 | Amar es para siempre     | Arturo Carvajal Pestaña | Antena 3  | 256 episodis |
| 2014            | Isabel                   | Juan Belmonte           | La 1      | 8 episodis   |
| 2013            | El tiempo entre costuras | Alemán                  | Antena 3  | 1 episodi    |
| 2012            | Fenómenos                | N/D                     | Antena 3  | 1 episodi    |
| 2009            | La chica de ayer         | N/D                     | Antena 3  | 1 episodi    |
| 2007            | Desaparecida             | Jesús Silva             | La 1      | 2 episodis   |
| 2004            | El comisario             | Daniel "Dani"           | Telecinco | 5 episodis   |
| 2001            | Un chupete para ella     | Roberto                 | Antena 3  | 1 episodi    |
| 2000            | Raquel busca su sitio    | N/D                     | La 1      | 1 episodi    |
| 1999            | Petra Delicado           | Tudela                  | Telecinco | 9 episodis   |
| 1997            | Querido maestro          | Tomás                   | Telecinco | 1 episodi    |
| 1995            | Juntas pero no revueltas | Colgao                  | La 1      | 1 episodi    |
| 1994            | Canguros                 | Toni                    | Antena 3  | 2 episodis   |

### Minisèries de televisió
| Any/s | Minisèrie                | Personatge    | Cadena   | Episodis   |
| ----- | ------------------------ | ------------- | -------- | ---------- |
| 2011  | El precio de la libertad | N/D           | La 1     | 2 episodis |
| 2008  | Futuro:48 horas          | N/D           | Antena 3 | 1 episodi  |
| 2008  | Fago                     | Endika Mújica | La 1     | 3 episodis |

### Programes de televisió
| Any/s     | Programa                | Com a    | Cadena   | Programes   |
| --------- | ----------------------- | -------- | -------- | ----------- |
| 2015      | Imprescindibles         | Convidat | La 2     | 1 programa  |
| 2012      | No t'ho perdis          | Convidat | Canal 33 | 1 programa  |
| 2011      | Mi reino por un caballo | Convidat | La 2     | 1 programa  |
| 2010-2011 | A escena                | Convidat | N/D      | 2 programas |
| 2008      | Tvist                   | Convidat | TV3      | 1 programa  |
| 2008      | La tarda                | Convidat | La Xarxa | 1 programa  |
| 2008      | Èxit                    | Convidat | N/D      | 1 programa  |
| 2006      | La mandrágora           | Convidat | La 2     | 1 programa  |

## Cinema

### Llargmetratges
| Any  | Pel·lícula                | Personaje         |
| ---- | ------------------------- | ----------------- |
| 2017 | Zona Hostil               | Sargento Aguilar  |
| 2016 | La corona partida         | Señor de Belmonte |
| 2007 | El prado de las estrellas | Polo              |
| 2005 | Camarón                   | Luquitas          |
| 2004 | El Lobo                   | Napia             |
| 2004 | Un día sin fin            | N/D               |
| 2002 | La balsa de piedra        | Policía #1        |
| 2000 | Besos para todos          | Ramiro            |

## Trajectòria en teatre (parcial)
- El lenguaje de tus ojos o El príncipe travestido (2014)
- El Buscón (2014)
- ¡Ay, Carmela! (2013)
- Forever Young (2011)
- Mortadelo y Filemón (2010), com a Mortadelo
- Angelina o el honor de un brigadier (2009)
- Don Juan Tenorio (2009).
- Romeo y Julieta (2000)
- No hay burlas con el amor (1998)
- Noche de reyes (1996)
- Un tranvía llamado Deseo (1994)